# Hà Đông (thương nhân)
Hà Đông (tiếng Anh: Sir Robert Hotung; 1862 – 1956) tước KBE JP là thương nhân người lai Âu Á, nhà tư sản mại bản, nhà từ thiện tại Hồng Kông thuộc Anh. Ông được mọi người biết đến là "Hương Cảng Đại lão" (tiếng Trung: 香港大老) được phong tước hiệp sĩ năm 1915 và 1955.

## Tiểu sử

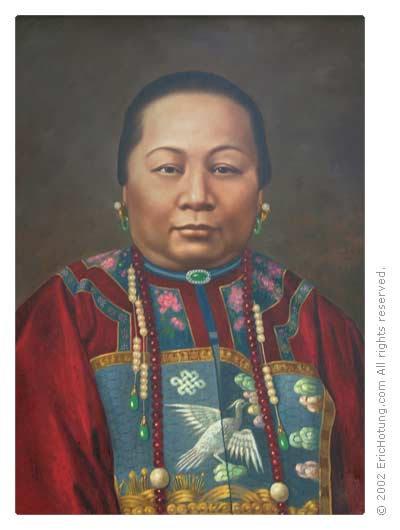
Ảnh bà Thi Đệ, mẹ của ông Hà Đông

Ông Hà Đông có tên đầy đủ là Hà Khải Đông (啟東), tên tự là Hiểu Sinh. Cha là Hà Sĩ Văn (Charles Henry Maurice Bosman, 29 tháng 8 năm 1839 - 10 tháng 11 năm 1892). Bosman sinh ra ở Hà Lan, đến Hồng Kông vào khoảng năm 1859, ở tuổi 20, ông đang làm việc cho thương nhân Hà Lan, Cornelius Koopmanschap đưa người đi lao động (hay còn gọi là những người đi làm cu li).
Sau khi kết thúc Chiến tranh nha phiến năm 1842, chính quyền nhà Thanh đã nhượng Hồng Kông cho Anh. Vào thời điểm đó, Vương quốc Anh đã thành lập một cảng thương mại nước ngoài tại Hồng Kông. Để có được chỗ đứng tại Hồng Kông càng sớm càng tốt, chính phủ Anh cho phép các doanh nhân từ nhiều quốc gia đến Hồng Kông làm ăn. Trong bối cảnh đó, người Do Thái trẻ đến Hồng Kông một mình để làm kinh doanh. Để hòa nhập với xã hội Hồng Kông càng nhanh càng tốt, ông Bosman đã đặt cho mình một cái tên tiếng Trung Quốc là Hà Sĩ Văn.
Ông Bosman gặp bà Thi Đệ tại Hương Cảng và chào đón đứa con đầu tiên khi ông 22 tuổi còn bà 20 tuổi.
Năm 1862, ở tuổi 24, tên công ty được đổi thành Bosman & Co. tại Hồng Kông và Koopmanschap & Co tại San Francisco. Ông cũng trở thành Lãnh sự Hà Lan. Việc vận chuyển "người di cư" đến Guiana thuộc địa của Đế quốc Hà Lan phải được thực hiện dưới sự giám sát lãnh sự của ông ta. Năm 1867, Quốc hội Hoa Kỳ đã cấm buôn bán người lao động đến Hoa Kỳ như một hình thức nô lệ.
Năm 1868, ở độ tuổi 29, ông Bosman là đồng sở hữu của khách sạn Hồng Kông năm 1868 và có mặt tại lễ khai trương. Ông cũng là giám đốc của Công ty Hong Kong and Whampoa Dock Company. James Whittall, đối tác cao cấp thường trú của Jardines vào thời điểm đó, là chủ tịch của Công ty Dock, cùng J. Wittall, người mà Bosman đang làm việc trước khi qua đời.
Bosman được Đại sứ Hà Lan tại Anh mô tả là "một người đàn ông có uy tín, được đón nhận trong giới thượng lưu" và là một trong những doanh nhân quan trọng nhất với Trung Quốc và Hồng Kông. Tuy nhiên, công việc kinh doanh của ông ta không được tốt. Ông đã bán tài sản của mình và rời Hồng Kông, cũng để lại bà Thi Đệ và năm đứa con của họ. Ở tuổi 28, bà Thi Đệ trở thành vợ lẽ của ông Quách Hưng Hiền (郭兴贤) và có ba đứa con với ông.
Năm 1873, khi Bosman 34 tuổi, ông bắt đầu "Đại lý Đông Phương" ở Luân Đôn. Bốn năm sau, khi 38 tuổi, ông kết hôn với Mary Agnes Forbes ở San Francisco, ngày 4 tháng 10 năm 1877 và cô cũng chuyển đến London. Cha của Mary là Alexander, một "người tiên phong" nổi tiếng ở Vùng Vịnh, phát triển các phân khu đất ở San Rafael gần San Francisco. Dường như Alexander Forbes, cha vợ của Bosman, là người Anh và là chủ tịch của Ủy ban San Francisco của Quỹ Anglo-California, và Bosman đã đại diện cho họ khi đưa một chiếc quan tài bằng vàng và bạc quý giá cho Thủ tướng Anh Benjamin Disraeli năm 1879.
Trên các tờ báo của Úc, "Đại lý Đông Phương" đã bị đưa thông tin lên báo về việc bị thanh lý vào năm 1885 và bất kỳ chủ nợ nào cũng được yêu cầu liên hệ với C.H.M. Bosman ở London. Sau đó, Bosman gia nhập J. Wittall & Co và làm việc ở đó cho đến khi qua đời bảy năm sau đó.
Trong khi Bosman tán tỉnh cô Mary Agnes thì những cậu con trai của bà Thi Đệ đã ở tuổi thiếu niên, được giáo dục tại "Trường trung tâm", Hồng Kông (sau này là Queen's College) nhưng không biết ai đã trả học phí cho họ. Một trong những người con trai đó đã trở thành Ngài Robert Hà Đông.
Ông Hà Đông cùng các anh chị em được mẹ nuôi dưỡng. Ban đầu ông được học Hán văn, tứ thư, tam sử, bát cổ văn tại trường tư thục. Năm 1873, khi 11 tuổi, ông theo học trường Trung tâm (tiền thân của trường trung học Queen's College) để tiếp thu nền giáo dục phương Tây.
Năm 1901, khi đi du lịch ở New York, Hà Đông đã sử dụng tên 'H.T. Bosman ". Một trong những người em đã chọn sử dụng tên phương Tây của mình, Walter Bosman.

## Sự nghiệp

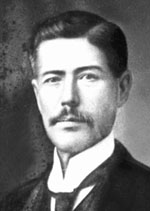
Ảnh chân dung năm 1916.

Năm 1878, ông tốt nghiệp loại ưu và rời trường, vào làm việc tại Hải quan Quảng Đông.
Hai năm sau, ông từ chức tại bộ phận Hải quan để gia nhập Jardine Hương Cảng với tư cách là trợ lý cấp dưới chịu trách nhiệm dịch thuật, nhờ thành tích xuất sắc, ông nhanh chóng được thăng chức làm trợ lý mãi biện (phụ trách mua bán hàng hóa).
Năm 1883, sau khi làm hai năm tại Jardine, ông đã kế nhiệm chức mãi biện từ anh rể Thái Thăng Nam, dần dần tiếp quản nhiều "dương hàng" (洋行, cửa hàng bán đồ nước ngoài) quan trọng trong công ty. Chẳng mấy chốc, ông được bổ nhiệm làm tổng mãi biện chung cho hai công ty mới thành lập là Công ty bảo hiểm Hỏa Chúc Hồng Kông (香港火燭保險公司) và Công ty bảo hiểm Hồng Kông (廣東保險公司).
Với một số vốn nhất định, Hà Đông và các anh em của mình đã thành lập một quan hệ đối tác (Ho Tung & Co.) tham gia vào kinh doanh đường. Gia tộc duy trì những mối quan hệ hôn phối với đối tác đảm trách những khu vực kinh doanh quan trọng. Hà Đông cũng đầu tư vào nhiều công ty đại chúng và được bổ nhiệm làm chủ tịch và giám đốc của nhiều công ty. Năm 1894, ông kế nhiệm Ngô Bỉnh Viên (吳炳垣) trở thành tổng quản lý người Hoa đầu tiên tại Jardine (trước đây chỉ có người Anh được làm vị trí này).
Ông đã từ chức năm 1900 khi 38 tuổi với lý do sức khỏe yếu, để người em trai Hà Khải Phúc tiếp quản. Sau khi rời Jardine, Hà Đông đã nỗ lực hết sức để phát triển công việc kinh doanh của riêng mình. Ngoài thương mại nói chung, ông còn tham gia vào lĩnh vực vận chuyển và kinh doanh bất động sản.
Hà Đông tiếp quản tờ báo "Công thương nhật báo" với những khó khăn trong hoạt động vào khoảng năm 1928. Sau khi bơm tiền và cải cách quản lý, "Công thương nhật báo" đã thành công thoát khỏi tình trạng khó khăn. Ngoài Hồng Kông, Hà Đông còn đầu tư đáng kể vào Thượng Hải, Thanh Đảo, khu vực Đông Bắc và Ma Cao.
Ngoài việc tích cực trong kinh doanh, ông cũng thường xuyên tham gia chính trị. Năm 1898, ông tiếp tế cho Khang Hữu Vi bị lưu đày, trốn đến sống trong biệt thự Idlewild của mình. Năm 1923 để dập tắt Nội chiến Trung Quốc (1912－1928), ông chạy vạy khắp các nơi ở Đại lục, gặp gỡ giới quân phiệt ở các địa phương.
Hai năm sau, ông tự tiến cử mình làm sứ giả của Trung Quốc với triều đình nước Anh, do mối quan hệ Trung-Anh xấu đi, cuộc đình công ở Quảng Đông-Hồng Kông đã bị bãi bỏ.
Trong cuộc đình công của thủy thủ năm 1922, Hà Đông là người hưởng lợi ích quan trọng trong thương mại và vận chuyển, đã đi đến hòa giải và hứa sẽ trả một nửa tiền lương của công nhân trong cuộc đình công. Cuộc đình công của các thủy thủ do Liên minh Thủy thủ dẫn đầu bắt đầu từ ngày 12 tháng 1 năm 1922, khi các thủy thủ Trung Quốc từ Hồng Kông và Quảng Đông (nay là Quảng Châu) đình công đòi lương cao hơn. Sau khi các công ty vận tải từ chối tăng lương 40%, cuộc đình công nhanh chóng thu được hơn 30.000 người tham gia, làm gián đoạn rất nhiều cuộc sống hàng ngày và các chuyến hàng thực phẩm đến Hồng Kông. Mặc dù cuộc đình công đã bị chính quyền Hồng Kông tuyên bố là bất hợp pháp, nhưng cuộc đàm phán cuối cùng đã diễn ra sau 52 ngày, với những người sử dụng lao động vào ngày 5 tháng 3 năm 1922 và đồng ý tăng lương từ 15 đến 30%. Các công nhân đã kết thúc cuộc đình công thứ 53 vào ngày 6 tháng 3.
Tuy nhiên, có thông tin rằng Hà Đông đã không thực hiện lời hứa của mình, các công nhân kiến nghị lên Hội nghị Lao động Quốc tế (International Labour Conference), sự việc cuối cùng cũng chìm vào im lặng.
Năm 1906, ông Hà Đông nộp đơn lên Thống đốc Hồng Kông cùng với Hội đồng điều hành xin được phê duyệt cư trú tại khu dân cư Mid-Levels, Trung Hoàn, Hồng Kông, từ sau khi Hồng Kông trở thành thuộc địa của Anh, ông trở thành người gốc Hoa đầu tiên định cư trên đỉnh núi Thái Bình. Năm 1906, ông đã cho xây dựng một biệt thự mang đặc trưng của Trung Quốc và phương Tây có tên The Falls. Năm 1936, Hà Đông thường chiêu đãi khách tại biệt thự trên đỉnh đồi. Vào thời điểm đó, tờ báo mô tả biệt thự là "phú lệ đường hoàng".

## Gia đình
Một năm sau khi gia nhập chi nhánh của Jardine, Hà Đông kết hôn với Mạch Tú Anh (Margaret Maclean; 1865- 1944), con gái của ông Hector Coll Maclean người Scotland, làm đại lý bảo hiểm của Jardine tại Thiên Tân. Bà Mạch cũng là người lai nhưng có tư tưởng giống người Trung Quốc. Mối quan hệ sau khi kết hôn rất tốt, nhưng họ không có con trong một thời gian dài, đó cũng là điều hối tiếc của họ, vì vậy Hà Đông đã lên kế hoạch cưới thêm một người vợ lẽ, bà Mạch chỉ đơn giản là đồng ý, nên Hà Đông kết hôn với phụ nữ Hán tên là Châu Ỷ Văn (周綺文).
Sau ba năm, bà Châu vẫn chưa có con, điều này khiến hai người rất buồn. Bà Mạch Tú Anh quyết định tìm một người vợ lẽ khác. Lựa chọn là em họ tên Trương Tĩnh Dung (Clara Cheung Ching- Yung; 1875-1938), con gái của ông Trương Đức Huy (張德輝). Cha của Trương Đức Huy là Thomas Ash Lane, một trong những người sáng lập Lane Crawford và bố vợ là G.B.Glover, người Anh. Thời gian đầu, ông Trương Đức Huy từng làm việc tại Hải quan Cửu Giang, Trung Quốc, và sau đó chuyển đến Thượng Hải. Ông từng đưa gia đình đến sống ở Thượng Hải trong vài năm. Con ông được giáo dục theo phương Tây ở Hồng Kông và Thượng Hải. Ông và Trần Khải Minh, Tiển Đức Phần, Thi Bỉnh Quang đều là người lai Âu Á tại Hồng Kông, trở thành bạn bè rồi kết nghĩa anh em.
Bà Mạch đã kiên nhẫn thuyết phục mẹ của Trương Tĩnh Dung rằng cô gái sẽ trở thành vợ ngang hàng (bình thê). Bình thê có nghĩa tương đương với việc hai người có cùng địa vị trong nhà. Ngoài ra còn có ngoại phụ (vợ lẽ) là Châu Xuân Lan (朱春蘭) sinh ra người con ngoài giá thú Hà Tá Chi (何佐芝).
Hai người phụ nữ đều được coi là mẹ của 10 người con. Năm 1906, gia đình ông Hà trở thành gia đình Trung Quốc đầu tiên được cấp phép đặc biệt của chính phủ để độc quyền cư trú tại khu Peak, đỉnh ngọn núi Victoria, Hồng Kông. Mặc dù gia đình giàu có, tuy nhiên những đứa trẻ đã bị từ chối nhập học tại trường Peak với lý do các phụ huynh khác đã đe dọa tẩy chay."

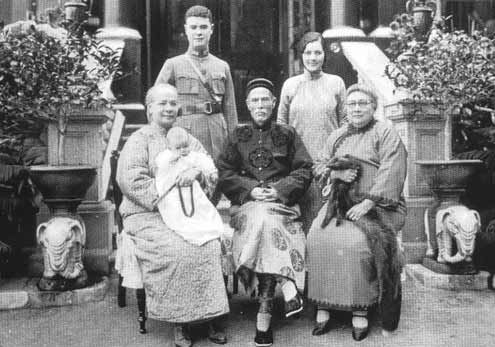
Gia đình ông Hà Đông.

Năm 1908, khi đi bằng tàu từ Hồng Kông đến London, Hà Đông đã bị từ chối nhập cảnh tại San Francisco. Theo báo cáo, ông đi cùng hai vợ và ba đứa con đến từ phương Đông trên tàu thủy hơi nước Triều Tiên từ hôm trước và có lệnh trục xuất. Quyết định này được đưa ra bởi một hội đồng điều tra đặc biệt. Ông Hà Đông kháng cáo quyết định của Bộ trưởng Straus tại Washington. Ông Hà Đông nói rằng ông không thấy có vấn đề gì với chế độ đa thê. Cha ông là người Hà Lan và mẹ là người Trung Quốc còn bản thân ông là một công dân nổi tiếng của Hồng Kông. Bà Mạch phải quay về vào ngày hôm sau. Robert kháng cáo và cùng bà Trương, những đứa con và Kate Archer ở lại. Kháng cáo đã bị từ chối và sau đó tất cả phải quay về nước vào tháng 4 năm 1909.
Sau khi kỷ niệm sinh nhật lần thứ 80, ông tiến hành chuyến vượt biển, sang Ma Cao để nghỉ mát, mua một món quà lưu niệm còn bà Mạch tiếp tục ở lại Hồng Kông. Hồng Kông thất thủ vào ngày 25 tháng 12 năm 1941 và Hà Đông phải ở lại Ma Cao. Trong thời kỳ phát xít Nhật chiếm đóng, bà Mạch đã làm việc chăm chỉ để bảo vệ mọi người trong gia đình và cho phép hàng xóm sử dụng nước giếng trong biệt thự của gia đình trên đường Seymour. Bà đã đến Ma Cao để thăm chồng vào năm 1943. Sau khi ở lại một vài tuần, bà trở về Hồng Kông để làm một số việc nhà. Cuối cùng, bà qua đời vào tháng 2 năm 1944 khi bên cạnh chỉ có một người con trai.

### Danh sách con
Dựa theo xếp thứ tự trong gia tộc, trực hệ của Hà Đông gọi là Hà Nhị Trạch, ông Hà Đông đặt tên phả hệ nhà mình là Hà Xương Viễn Đường.
- Vợ cả: Mạch Tú Anh
  - Con thừa tự: Hà Thế Vinh (nhận con của ông Hà Khải Phúc làm con nuôi)
- Bình thê: Trương Tĩnh Dung
  - Trưởng nữ: Hà Cẩm Tư（Victoria）
  - Trưởng nam: Hà Thế Cần（Henry）
  - Con gái thứ 2: Hà Tuệ Tư（Daisy）
  - Con trai thứ 2: Hà Thế Kiệm（Edward）
  - Con gái thứ 4: Hà Nhàn Tư （Eva）
  - Con gái thứ 5: Hà Kỳ Tư（Irene）
  - Con trai thứ 3: Hà Thế Lễ（Robert）
  - Con gái thứ 6: Hà Văn Tư（Jean）
  - Con gái thứ 7: Hà Nghiêu Tư（Grace）
  - Con gái thứ 8: Hà Hiếu Tư（Florence）
- Vợ lẽ: Châu Ý Văn
  - Con gái thứ 3: Hà Thuần Tư（Mary）
- Ngoài hôn nhân: Châu Xuân Lan
  - Con trai: Hà Tá Chi/Hà Thế Nghĩa（George）

## Từ thiện
Ông Hà Đông đã tích cực đóng góp cho Đại học Hồng Kông vào thập niên 30-40, cụ thể như sau:
- 50.000 HK$ tiền mặt cho mục đích giảng dạy;
- 100.000 HK$ tiền mặt cho Quỹ hỗ trợ của Đại học Hồng Kông;
- Phòng thí nghiệm máy móc Hà Đông;
- 1.000.000 HK$ tiền mặt để xây dựng Nhà tưởng niệm Phu nhân Hà Đông

Trước khi kết thúc cuộc đời, một quỹ từ thiện ủy thác (Quỹ từ thiện Sir Ho Dong) đã được thành lập ở mức 500.000 đô la Hồng Kông; Trong những năm qua, quỹ đã đầu tư tốt và tăng giá trị lên tới gần 500 triệu, và lợi nhuận đã được quyên góp cho các tổ chức từ thiện.

## Qua đời
Ông Hà Đông là một người rất Hán hóa, đức tin theo đạo Lão và đạo Phật nhưng trước khi mất đã cải sang đạo Tin lành và được rửa tội bởi mục sư Thi Ngọc Kỳ (Rev. Canon George Samuel ZIMMERN), là bên thông gia nhà con rể La Văn Cẩm.
Ngày 26 tháng 4 năm 1956, ông Hà Đông qua đời tại Hồng Kông, hưởng thọ 93 tuổi. Những người nổi tiếng về chính trị lẫn kinh doanh đều bày tỏ lời chia buồn, bao gồm Tưởng Trung Chính, Tổng thống Trung Hoa Dân Quốc, sau đó là Thống đốc Hồng Kông Alexander Grantham.
Ngày 2 tháng 5 cùng năm, ông được chôn cất tại nghĩa trang Công giáo Loan Tể, Hồng Kông.

## Hình ảnh

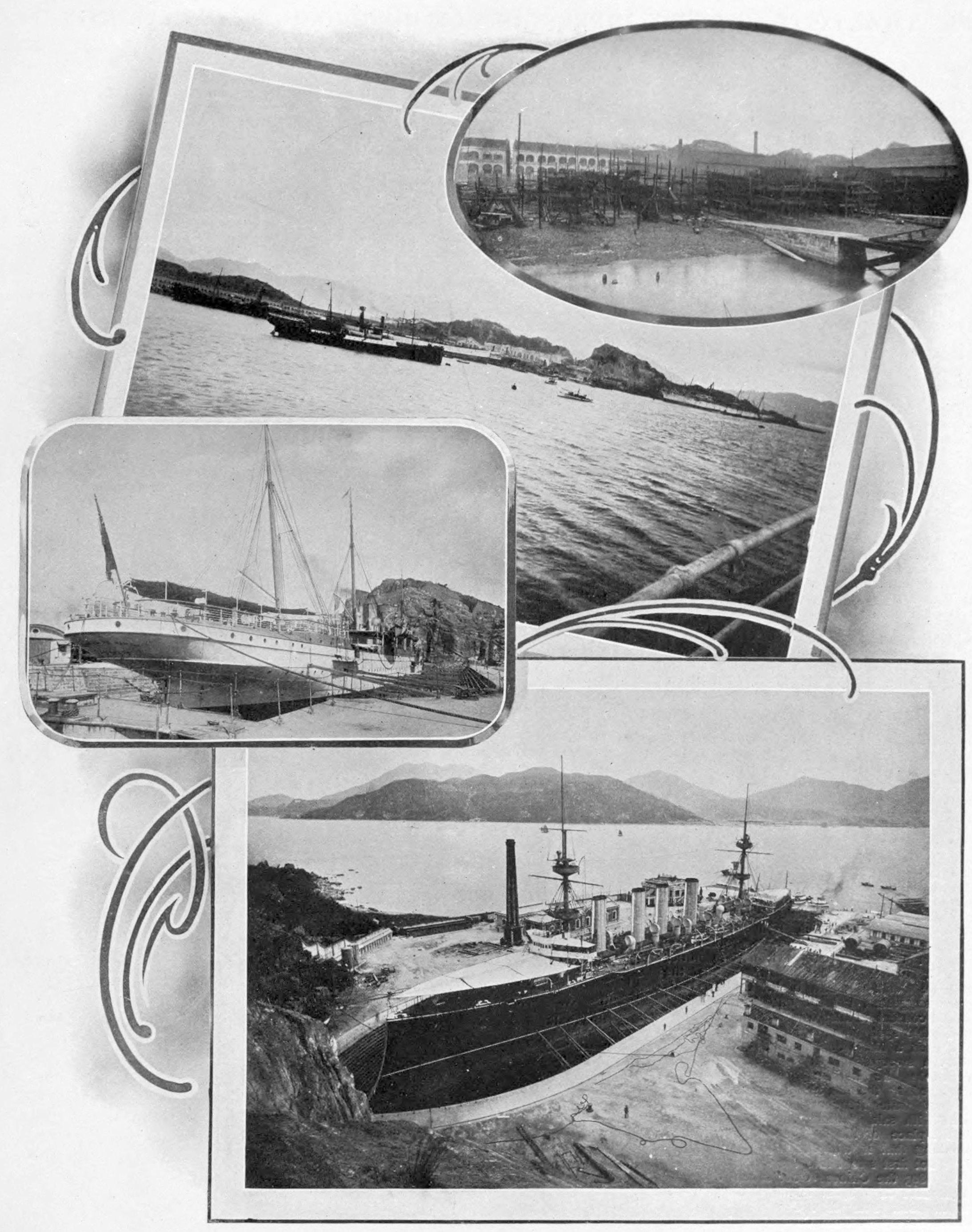
Hình ảnh về công ty Whampoa Dock Hồng Kông
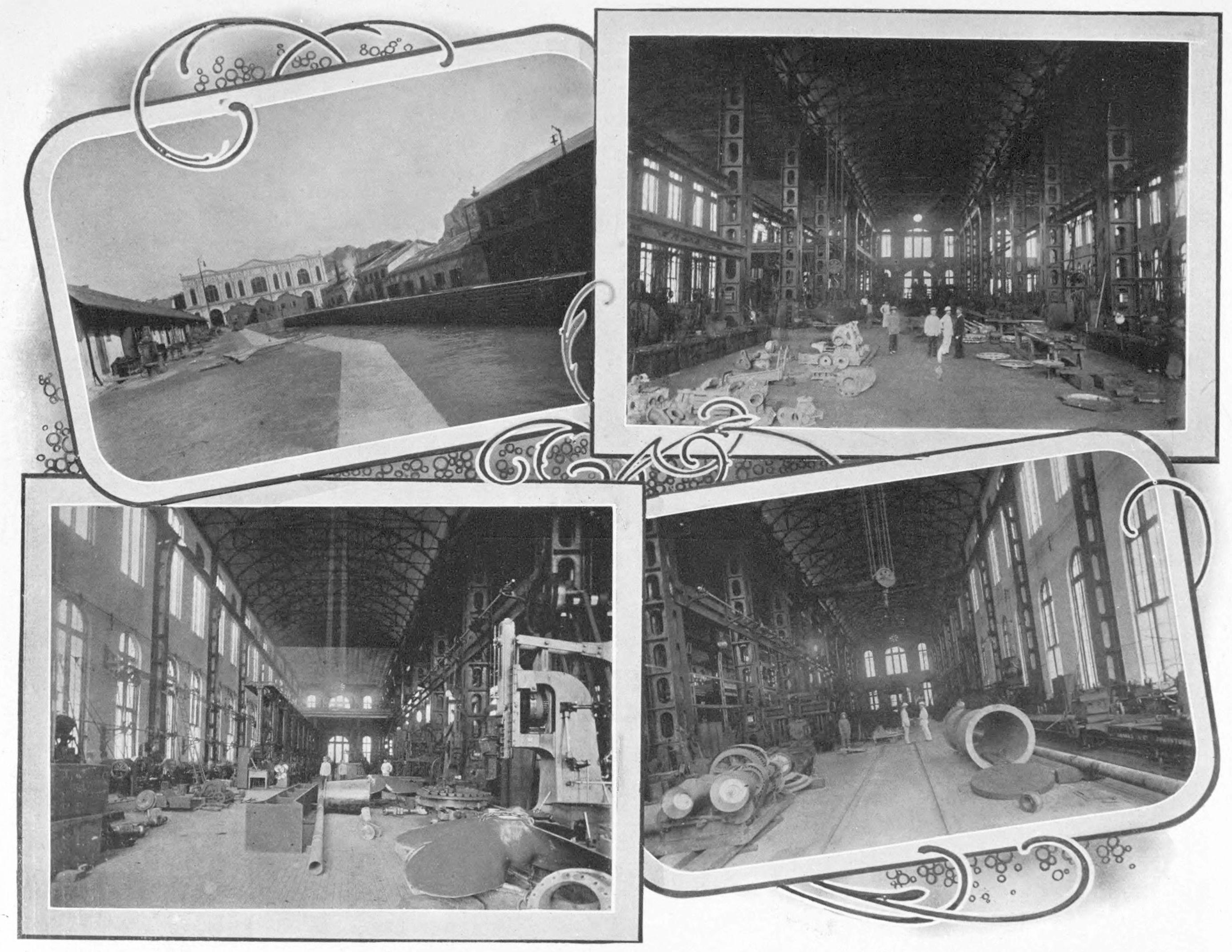
Bên trong nhà xưởng của công ty Whampoa
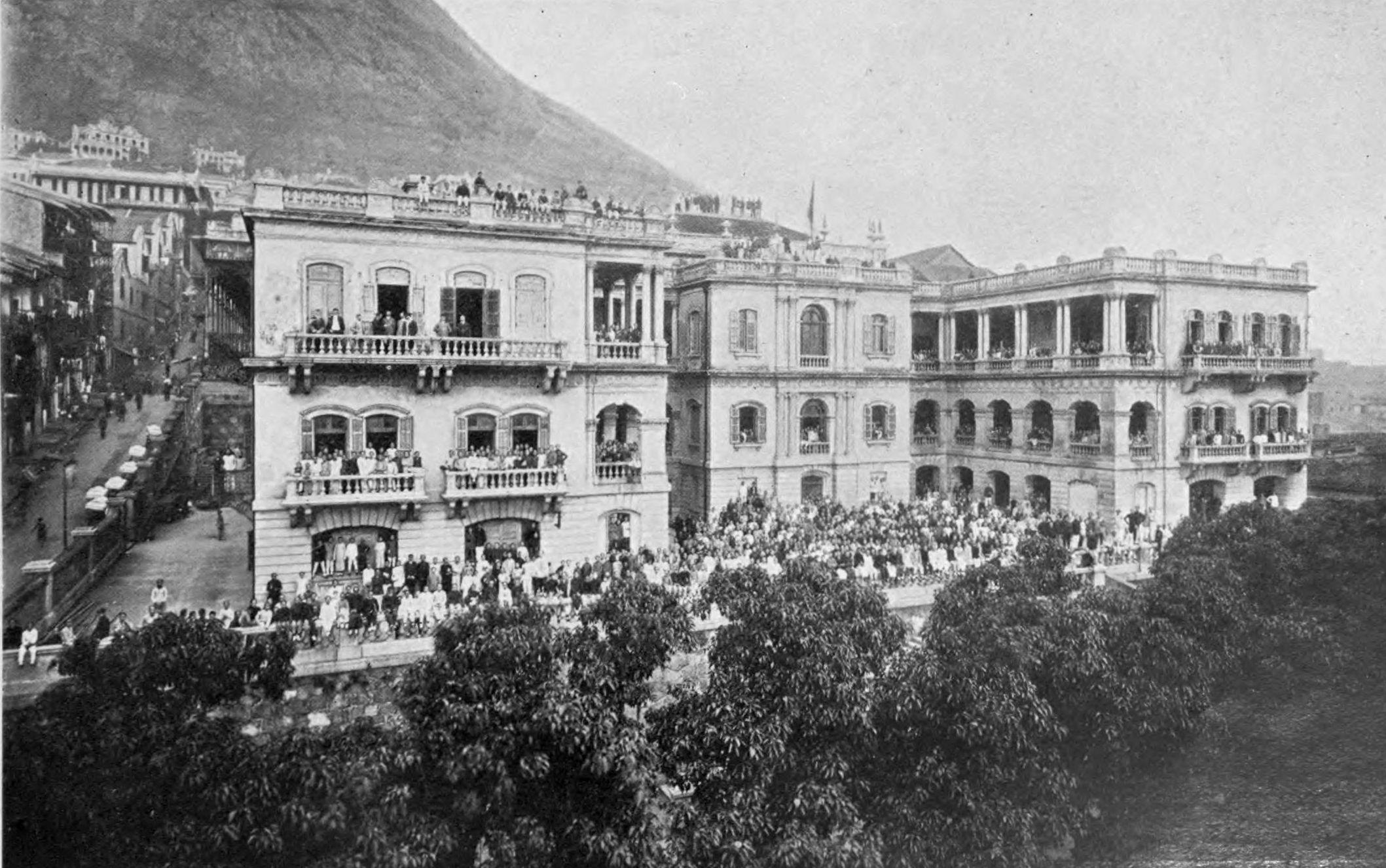
Ngôi trường Queen's College vào đầu thế kỷ 20
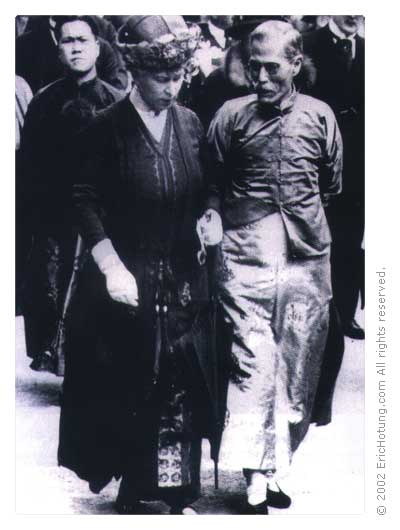
Ngài Robert đại diện cho Hồng Kông tại Hội chợ triển lãm Vương quốc Anh 1924, ảnh chụp với Vương hậu Mary xứ Teck
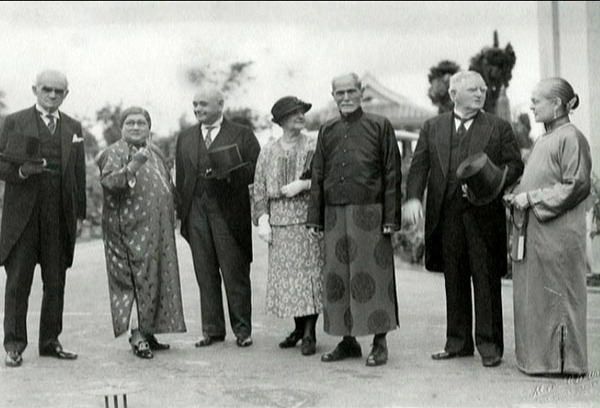
Ông Hà Đông (thứ ba từ phải sang) cùng 2 người vợ là Clara (thứ 2 bên trái) và Margaret (thứ 1 bên phải) đón tiếp phó tổng thống Mỹ John Nance Garner (thứ hai từ phải sang) tại Ho Tung Gardens năm 1935.
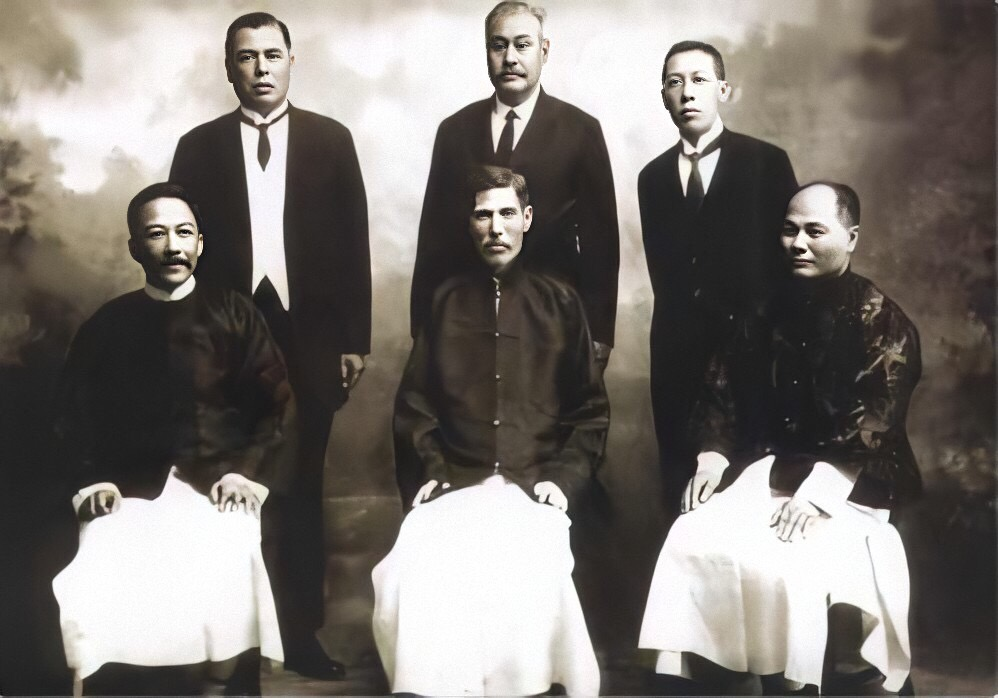
Hà Đông cùng hai em trai Hà Khải Phúc, Hà Cam Đường và đối tác kinh doanh Trần Khải Minh, La Trường Triệu, Lưu Chú Bá.
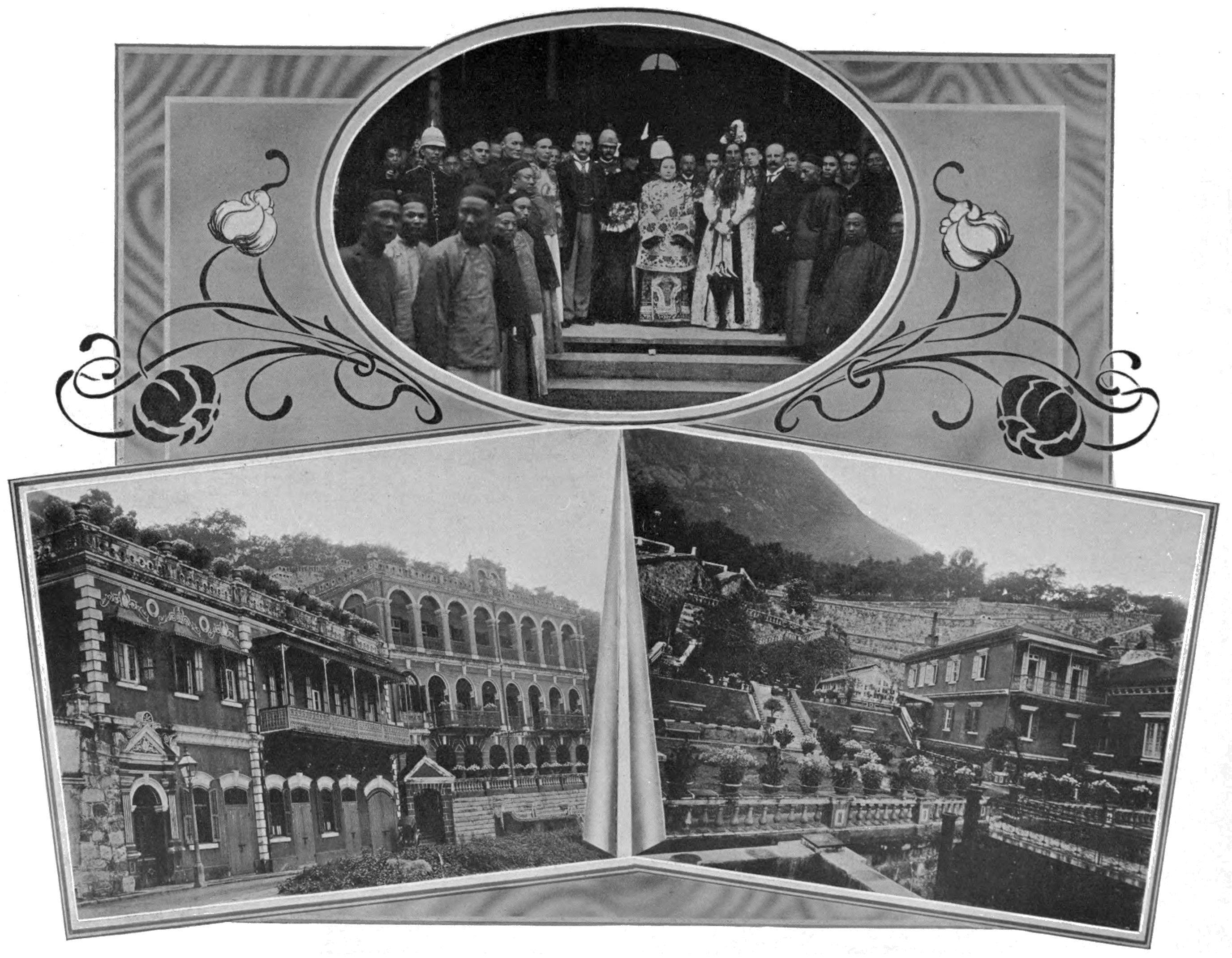
Khu dinh thự trên đỉnh núi Thái Bình, Hồng Kông
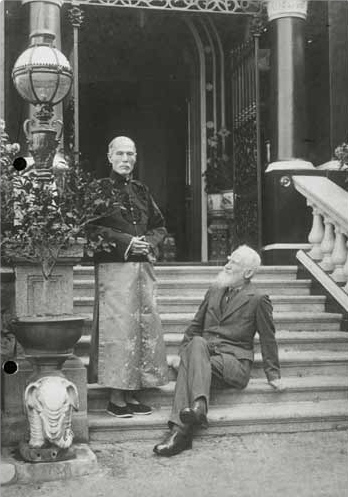
Nhà văn George Bernard Shaw trong chuyến thăm tại nhà của ông Hà Đông
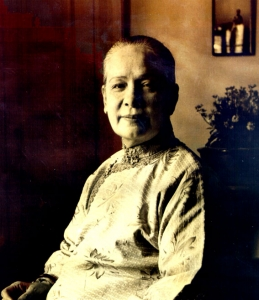
Bà Mạch Tú Anh
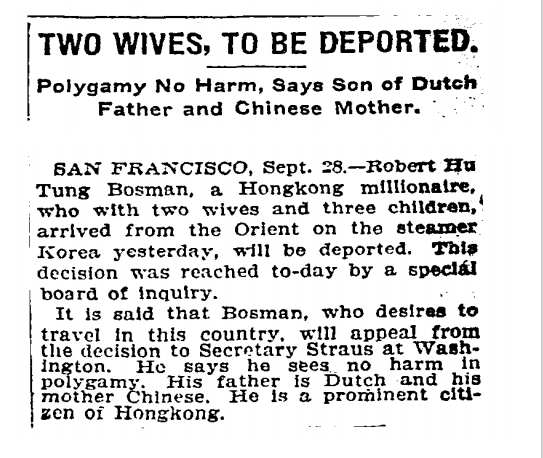
Ảnh cắt trên báo New York Times ngày 29 tháng 9 năm 1908 báo cáo từ chối nhập cảnh với Robert Ho Tung Bosman
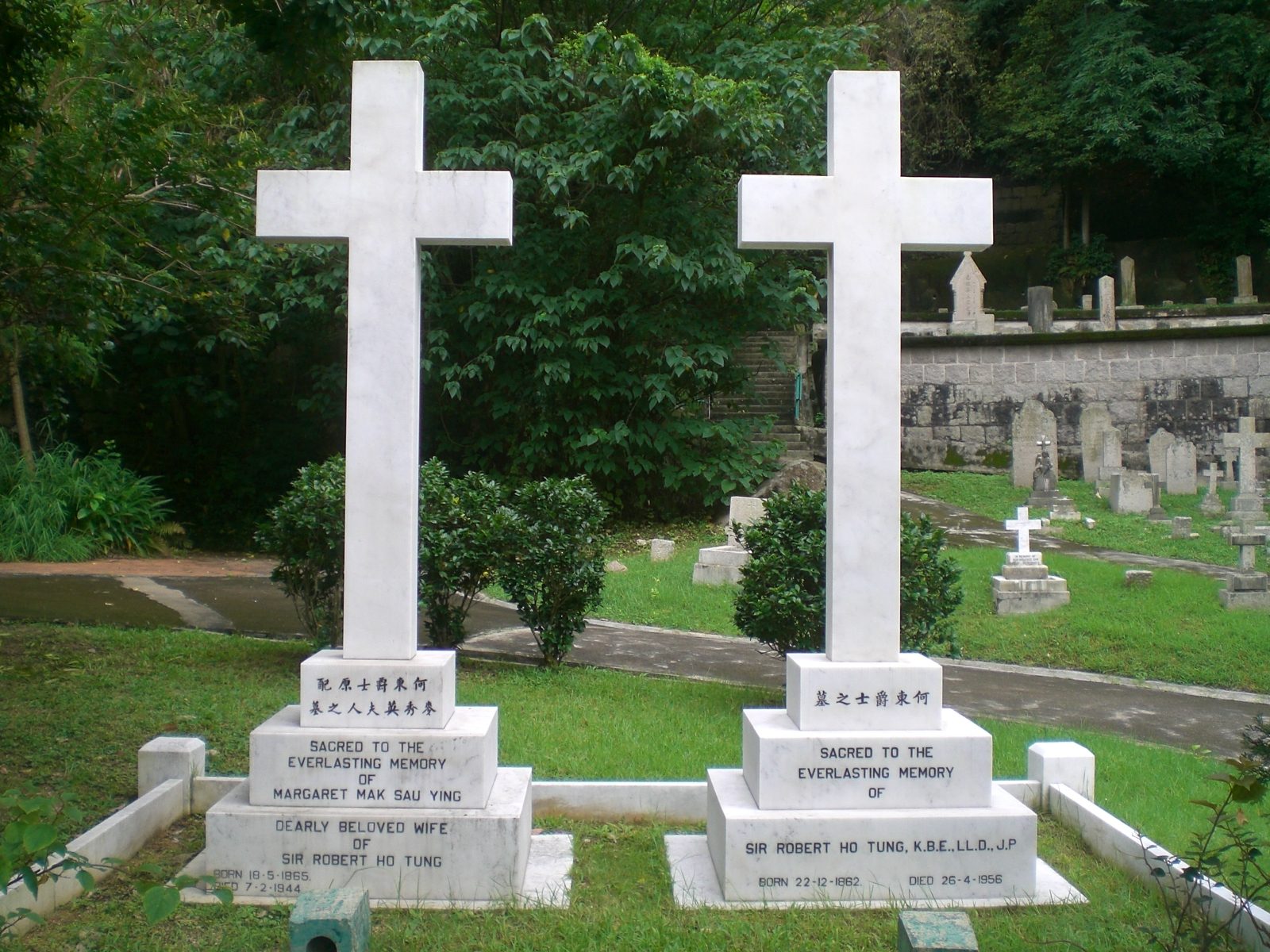
Ngôi mộ của Hà Đông và vợ tại Nghĩa trang Hồng Kông